# اندیس منگنز بیدهند
منگنز بیدهند یک اندیس فلزی است که در حوالی شهر کهک استان قم قرار دارد و مادهٔ معدنی موجود در آن، منگنز است.سنگ میزبان این اندیس توف های داسیتی و آهک وشیل ومارن است و دیرینگی آن به دوران ائوبالایی می‌رسد. 